# G-BOOK
G-BOOK（ジー・ブック）とは、かつてトヨタ自動車が提供していたテレマティクスサービスである。レクサスが行っているG-Linkとはサービス内容に違いがあるもののほぼ同じシステムである。G-BOOKは一部のトヨタ車のみに搭載されているが、G-Linkはすべてのレクサスの車種に搭載される。
2022年3月31日にサービスを終了した。なお、トヨタは2014年7月より新しいテレマティクスサービスとして「T-Connect」（ティーコネクト）を展開している。

## 概要
トヨタ自動車のGAZOO事業部（現在のe-TOYOTA部）が中心となり、デンソー、ガズーメディアサービス（現・トヨタコネクティッド）、トヨタコミュニケーションシステム（現・トヨタシステムズ）、富士通、アイシンAW（現・アイシン）などが開発した。
ネットワークへの接続はDCMと呼ばれる専用の無線機、もしくは携帯電話を用いる。ただし、ネットワーク構造的にはダイヤルアップPPPを用いた独自MVNOへの接続となっており、インターネットを介した接続ではなく、また内部的に制限が設けられており、ユーザーがインターネット上の任意のウェブサイトに接続することはできない。カーナビゲーションシステム、GPS と連動してサービスを提供する。運転中の利用を考慮し、端末での読み上げ機能が備わる。また、インターネット上のサイトも用意されており、車を使用していないときでもWebから利用できるようになっている。
操作画面を通じたコンテンツの閲覧に主眼をおいており、タウン情報の検索などを行うことができる。また、MIDI再生によるカラオケ機能も搭載している。ただし走行中はこれら画面上の表示は大幅に制限される。
走行中の利用に主眼を置き、渋滞予測などの機能を持った本田技研工業のインターナビに大きく出遅れたため、その機能を追加したG-BOOK ALPHA（ジー・ブック アルファ）を開始、さらに無料プランも追加し巻き返しを図った。また、後にALPHAをさらに発展させたG-BOOK mX（ジー・ブック エムエックス）サービスも開始された。
元々は1998年4月にスタートした携帯電話とメーカーオプションナビによる情報通信サービス「MONET（モネ）」が発端だった。しかし、クラウンやセルシオといった高級車にしか設定がなかったことと、第二世代携帯電話での利用を前提としていたことで容量の限界が生じたため、新規に規格を作り直すこととなった。MONETサービスでは任意のインターネットサイトに接続することができるなど細部が異なっている。その後2005年12月をもってMONETはサービスを終了し、MONETの接続ユニットは携帯電話のハンズブリー装置としてしか利用できない場合が多い。なおMONETの名はソフトバンクとの合弁会社として立ち上げられた「MONET Technologies」として復活を遂げている。

## 機能
ニュースなどの情報や、現在位置付近の観光情報や渋滞情報、天気予報なども運転中に得ることができる。パソコンなどで目的地を検索・設定を行い、それをカーナビゲーションで受信して設定する機能もある。搭載された自動車の現在位置がカーナビゲーションのGPSにより把握できるので、トラブル時の救援や、盗難に遭った場合の追跡が可能。カーナビゲーションのハンズフリー通話機能を利用してオペレータと通話し、情報の検索や目的地の設定を依頼することもできる（搭載車種によりサービス内容は異なる）。
他に専用の電子メールアドレスが付与されメールの送受信を行うことも可能。またプロバイダなどの外部サーバのメールも送受信できる。ただし電子メールクライアントが搭載されている訳ではなく、Webメール形式でメールの送受信を行う。
G-BOOK ALPHA、G-BOOK ALPHA Proではセンターより渋滞予測情報を取得し、それを利用した道案内をする機能などが追加された。さらにG-BOOK mX、G-BOOK mX Proでは最新地図データを一定期間無料で更新できるサービス「マップオンデマンド」などが追加された。
T-Connectではデータは「トヨタスマートセンター」と呼ばれるクラウドサービスへと送られた上で自動音声ガイダンスで案内され、さらに道路状況や燃料残量などを考慮した案内を行う「先読み情報サービス」を開始。さらにスマートフォンで使用するアプリケーションソフトも用意し、専用ナビとの連動で目的地近辺の駐車場到着後から最終目的地への徒歩移動を案内する「ラストワンマイル」も行う。

## 採用メーカー
サービス提供元のトヨタ以外でも、ダイハツ工業、富士重工業、マツダでもG-BOOKサービスが提供されている。トヨタは2003年9月3日付で三菱自動車工業ともサービス提供で提携したが、2005年7月15日付で提携を凍結。また、サービスの一つであるマップオンデマンドに関しては富士通テンのカーナビ「ECLIPSE」でも採用されている。

## 問題点
G-BOOKは登場から10年程経過しているサービスであり、陳腐化している。そのため、2010年代以降に普及した多くのスマートフォンや大半の携帯電話料金サービスでは使用が出来ず、接続手段は限られている。
後述するDCMを搭載しない車両の場合、Bluetoothを用いて携帯電話の無線ネットワークを介して接続を行う必要があるが、BluetoothのDUN（Dial Up Netowork）プロファイルを使用するため、iPhoneを始めとする2014年現在の大半のスマートフォンは使用できない。
現代のスマートフォンの多くはPAN（Personal Area Network）プロファイルを用いて他の機器と接続するため、旧来の方法であるDUNプロファイルは実装しておらず、富士通など一部のメーカーを除いては、今後も実装される可能性は低い。また、アプリケーション等でDUNプロファイルを使用可能としたとしても、スマートフォン向けパケットサービスではDUNの定額料金サービスを対象外としている事が多く（SoftBank・auなど）、実質的にスマートフォンでG-Bookを利用することはほぼ不可能である。
システムの根本的な原理は、携帯電話網（インターネットではない）を利用して独自APNへダイヤルアップし、インターネットへは独自サーバ上で内部接続される仕組みとなっているMVNOのため、携帯電話で接続している最中は着信ができなくなる。またインターネットへ直接接続するわけではないため、インターネットへの直接接続を行うスマートフォンのテザリング機能を介した接続も行えない。独自のMVNOであるため他のMVNOを使った接続にも対応しておらず、MNO（国内ではNTTドコモ、KDDI、ソフトバンクモバイル、イー・アクセスのみ）と直接契約している端末でのみ使用可能という制限もある。
2014年8月1日発売のT-Connectナビでは、G-BOOKでは難しかったスマートフォンを経由した通信が可能となり、上記の問題は解消されている。
DCMは一部のディーラーオプション製品を除き、新車購入時もしくはナビゲーションシステムの購入時に同時購入しない限り、後付けできないことがほとんどであり、注意が必要である。

## サービス終了日
- 2019年2月28日：「MAZDA G-BOOK ALPHA」[3]
- 2019年3月31日：「G-BOOK」
- 2022年3月31日：「G-BOOK ALPHA」「G-BOOK mX」「G-BOOK ALPHA Pro」「G-BOOK mX Pro」

## DCM
Data Communication Moduleの略である。携帯電話の無線ネットワークに接続して無線通信を行う装置である。DCMの製造者はデンソー。
G-BOOK専用DCMはデータ通信にKDDI／沖縄セルラー電話のauブランドと共通のCDMA2000 1x（CDMA 1X、現・au 3G）方式もしくはcdmaOne方式を使用しており、最大144kbpsでのデータ受信が可能である。
G-BOOK ALPHA Pro専用DCMでは、同様にCDMA2000 1xEV-DO（CDMA 1X WIN、現・au 3G）方式により最大2.4Mbpsのデータ受信が可能となっており、DCMでの通信を使用したハンズフリー通話に対応している。
G-BOOK mX Pro専用DCMは、標準装備・メーカーオプション及び'08～10年モデルの販売店装着オプション品はG-BOOK ALPHA Pro専用DCMと同様にCDMA-20001xEV-DO（au）方式により、上り144kbps下り2.4Mbpsのデータの送受信が可能。2011年モデル以降ではW-CDMA HSPA（ドコモ）方式により、上り5.7Mbps下り7.2Mbpsのデータの送受信が可能。
T-Connect専用DCMは基本的に2011年モデル以降のDCMと共通。
搭載車種によっては、DCM自体にGPS受信機能を搭載しており、盗難時の搭載機追跡や、エアバッグの展開と連動して発生地点の緊急通知を行う機能などを備えている。これはエアバッグが展開するような事故が発生した際、カーナビゲーションのGPS機能が常に使用できるとは限らないためである。

### DCMユニット認証情報
- OGTT01 データ通信モジュール（デンソー製造）
  - 2001年11月20日 - 技術基準適合証明の工事設計認証 （TELEC実施）（工事設計認証番号 01XZAB1003）
  - 2001年11月20日 - 技術基準適合認定の設計認証（JATE実施）（認証番号 A01-1042JP）

- OGTT01（同上）
  - 2004年10月20日 - 技術基準適合証明の工事設計認証（TELEC実施）（工事設計認証番号 001XZAB1001）

- OGTT02 データ通信無線機（同上）
  - 2002年11月26日 - 技術基準適合証明の工事設計認証（TELEC実施）（工事設計認証番号 001XZAA1037）
  - 2003年2月10日 - 技術基準適合認定の設計認証（JATE実施）（認証番号 A03-0036JP）
  - 2003年12月29日 - 技術基準適合証明の工事設計認証（TELEC実施）（工事設計認証番号 001XZAA1094）
  - 2004年10月14日 - 技術基準適合証明の工事設計認証（同上）（工事設計認証番号 001XZAA1129）

- OGTT03 データ通信無線機（同上）
  - 2003年7月3日 - 技術基準適合証明の工事設計認証（TELEC実施）（工事設計認証番号 001XZAA1069）
  - 2003年8月1日 - 技術基準適合認定の設計認証（JATE実施）（認証番号 A03-0036JP）
  - 2003年12月29日 - 技術基準適合証明の工事設計認証（TELEC実施）（工事設計認証番号 001XZAA1095）

- OGTT04 データ通信無線機（同上）
  - 2004年2月18日 - 技術基準適合証明の工事設計認証（TELEC実施）（工事設計認証番号 001XZAA1100、001NXAA1012）
  - 2005年1月4日 - 技術基準適合認定の設計認証（JATE実施）（認証番号 AD04-0679001）
  - 2005年7月11日 - 技術基準適合証明の工事設計認証（TELEC実施）（工事設計認証番号 001XZAA1168、001NXAA1050）

- OGTT05 データ通信無線機（同上）
  - 2005年6月7日 - 技術基準適合証明の工事設計認証（TELEC実施）（工事設計認証番号 001XZAB1102、001NXAB1001）
  - 2005年6月8日 - 技術基準適合認定の設計認証（JATE実施）（認証番号 AD05-0233001）

注 TELECはテレコムエンジニアリングセンター、JATEは電気通信端末機器審査協会の略称